# Доња Трнава (Прокупље)
Доња Трнава је насељено место града Прокупља у Топличком округу. Доња Трнава је највеће село у општини Прокупље са бројком од 1,414 пописаних становника и 426 домаћинстава(попис из 2011.године).Према попису из 2022. било је 1.217 становника (према попису из 1991. било је 1699 становника).

## Демографија
У насељу Доња Трнава живи 1273 пунолетна становника, а просечна старост становништва износи 39,9 година (39,1 код мушкараца и 40,8 код жена). У насељу има 418 домаћинстава, а просечан број чланова по домаћинству је 3,83.
Ово насеље је великим делом насељено Србима (према попису из 2002. године), а у последња три пописа, примећен је пад у броју становника.
|  |

| Демографија | Демографија | Демографија |
| Година      | Становника  | Становника  |
| ----------- | ----------- | ----------- |
| 1948.       | 1.688       |             |
| 1953.       | 1.797       |             |
| 1961.       | 1.847       |             |
| 1971.       | 1.772       |             |
| 1981.       | 1.740       |             |
| 1991.       | 1.699       | 1.633       |
| 2002.       | 1.600       | 1.702       |

| Етнички састав према попису из 2002.‍ | Етнички састав према попису из 2002.‍ | Етнички састав према попису из 2002.‍ | Етнички састав према попису из 2002.‍ | Етнички састав према попису из 2002.‍ |
| ------------------------------------ | ------------------------------------ | ------------------------------------ | ------------------------------------ | ------------------------------------ |
|                                      |                                      |                                      |                                      |                                      |
| Срби                                 | Срби                                 |                                      | 1.590                                | 99,37%                               |
| Хрвати                               | Хрвати                               |                                      | 1                                    | 0,06%                                |
| Југословени                          | Југословени                          |                                      | 1                                    | 0,06%                                |
| непознато                            | непознато                            |                                      | 8                                    | 0,5%                                 |

| Година пописа     | 1948. | 1953. | 1961. | 1971. | 1981. | 1991. | 2002. |
| ----------------- | ----- | ----- | ----- | ----- | ----- | ----- | ----- |
| Број домаћинстава | 267   | 305   | 355   | 383   | 440   | 417   | 418   |

| Број чланова      | 1  | 2  | 3  | 4  | 5  | 6  | 7  | 8 | 9 | 10 и више | Просек |
| ----------------- | -- | -- | -- | -- | -- | -- | -- | - | - | --------- | ------ |
| Број домаћинстава | 50 | 72 | 72 | 78 | 63 | 47 | 22 | 5 | 5 | 4         | 3,83   |

| Пол    | Укупно | Неожењен/Неудата | Ожењен/Удата | Удовац/Удовица | Разведен/Разведена | Непознато |
| ------ | ------ | ---------------- | ------------ | -------------- | ------------------ | --------- |
| Мушки  | 678    | 174              | 452          | 44             | 8                  | 0         |
| Женски | 650    | 90               | 455          | 93             | 12                 | 0         |
| УКУПНО | 1.328  | 264              | 907          | 137            | 20                 | 0         |

| Пол    | Укупно                    | Пољопривреда, лов и шумарство | Рибарство                            | Вађење руде и камена | Прерађивачка индустрија       |
| ------ | ------------------------- | ----------------------------- | ------------------------------------ | -------------------- | ----------------------------- |
| Мушки  | 365                       | 92                            | 0                                    | 1                    | 138                           |
| Женски | 128                       | 62                            | 0                                    | 0                    | 35                            |
| УКУПНО | 493                       | 154                           | 0                                    | 1                    | 173                           |
| Пол    | Производња и снабдевање   | Грађевинарство                | Трговина                             | Хотели и ресторани   | Саобраћај, складиштење и везе |
| Мушки  | 25                        | 19                            | 5                                    | 1                    | 14                            |
| Женски | 2                         | 1                             | 4                                    | 0                    | 2                             |
| УКУПНО | 27                        | 20                            | 9                                    | 1                    | 16                            |
| Пол    | Финансијско посредовање   | Некретнине                    | Државна управа и одбрана             | Образовање           | Здравствени и социјални рад   |
| Мушки  | 1                         | 0                             | 37                                   | 3                    | 6                             |
| Женски | 0                         | 1                             | 3                                    | 3                    | 9                             |
| УКУПНО | 1                         | 1                             | 40                                   | 6                    | 15                            |
| Пол    | Остале услужне активности | Приватна домаћинства          | Екстериторијалне организације и тела | Непознато            | Непознато                     |
| Мушки  | 2                         | 0                             | 0                                    | 21                   | 21                            |
| Женски | 2                         | 0                             | 0                                    | 4                    | 4                             |
| УКУПНО | 4                         | 0                             | 0                                    | 25                   | 25                            |